# Augustin Navrátil

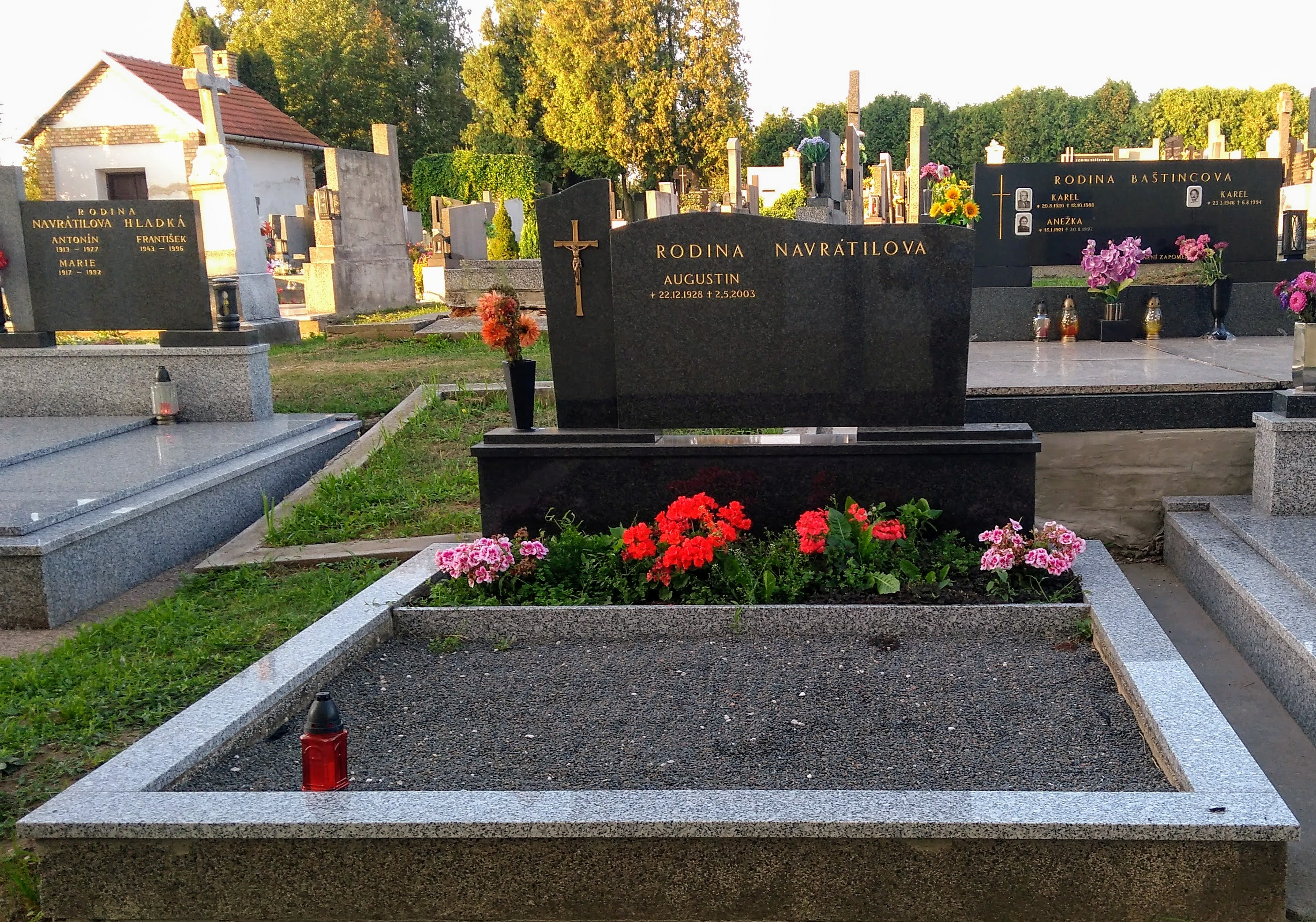
Ngrobek Augustina Navrátila na cmentarzu v Hradisku

Augustin Navrátil (ur. 22 grudnia 1928 w Lutopecnach  w powiecie Kroměříž na Morawach, zm. 2 maja 2003 w Hradsku) – Czechosłowacki rolnik, działacz katolicki, autor kilkudziesięciu listów otwartych, założyciel Stowarzyszenia Katolików Świeckich „Pokój na Ziemi”.

## Życiorys
Urodził się w Lutopecnach. Jego rodzice byli właścicielami gospodarstwa rolnego. W latach pięćdziesiątych działał przeciwko ówczesnym stosunkom społecznym oraz wspierał Kościół katolicki. Był członkiem Partii Ludowej. W 1977 roku podpisał Kartę 77. W 1978 roku został aresztowany pod zarzutem podżegania. Umieszczono go w szpitalu psychiatrycznym w Kroměřížu. Głównym dowodem w jego sprawie były listy otwarte wysyłane do władz. Po upuszczeniu szpitala ponownie zaczął wysyłać listy, w których upominał się o prawa, a także upominał się o zamordowanych opozycjonistów. Od listopada 1985 do marca 1986 był ponownie aresztowany i ponownie został umieszczony w szpitalu psychiatrycznym Pradze-Bohnicach, a następnie Ołomuńcu, Kroměřížu. Do listopada 1989 był szykanowany przez władzę komunistyczną. Rozpoczął wydawanie gazety „Křesťanské obzory”, publikacji samizdatowych, a także współpracował z sygnatariuszami Karty 77. Wiosną 1988 roku opracował petycję „Katolicy o warunkach rozwiązania sytuacji wierzących obywateli w CSRS”. Zawierała ona 31 postulatów dotyczących swobód religijnych, rozdziału Kościoła i państwa. We wrześniu 1988 roku powstał Komitet Obrony Augustina Navrátila, który zbierał podpisy pod petycją do władz. Efektem działania Komitetu była zmiana sposobu leczenia Navrátila. W październiku 1988 roku założył Stowarzyszenie Katolików Świeckich „Pokój na Ziemi”.

## Po 1989 roku
Po 1989 roku był członkiem Unii Chrześcijańsko-Demokratycznej – Czechosłowackiej Partii Ludowej.